# Camprovín
Camprovín és un municipi de la Rioja, a la regió de la Rioja Alta.

## Etimologia
En una butlla de 1199 per la qual es concedien privilegis al monestir de San Millán de la Cogolla ja apareixia nomenada com Camprovin. El primer element és senzill. El segon segons Alarcos sembla remetre a un color, a partir de rubiginis, atorgant el valor de "camp vermellós".